# Mongolia na Letnich Igrzyskach Olimpijskich 1992
Mongolię na Letnich Igrzyskach Olimpijskich 1992 reprezentowało 33 zawodników: 27 mężczyzn i 6 kobiet. Był to siódmy start reprezentacji Mongolii na letnich igrzyskach olimpijskich.

## Zdobyte medale
| Medal | Zawodnik               | Dyscyplina  | Konkurencja                   | Rezultat |
| ----- | ---------------------- | ----------- | ----------------------------- | -------- |
| Brąz  | Namdżilyn Bajarsajchan | Boks        | waga lekka do 60 kg           |          |
| Brąz  | Munkhbayar Dorjsuren   | Strzelectwo | pistolet sportowy 25 m kobiet | 679 pkt  |

## Skład kadry

### Boks
Mężczyźni
- Erdenotsogtyn Tsogtjargal waga papierowa do 48 kg - 9. miejsce,
- Sandagsürengiin Erdenebat waga piórkowa do 57 kg - 9. miejsce,
- Namdżilyn Bajarsajchan waga lekka do 60 kg - 3. miejsce,
- Nyamaagiin Altankhuyag waga lekkopółśrednia do 63,5 kg - . miejsce,
- Bandiin Altangerel waga średnia do 75 kg - . miejsce,
- Damdingiin Zul waga półciężka do 81 kg - . miejsce,

### Judo
Kobiety
- Khishigbatyn Erdenet-Od waga do 48 kg - 13. miejsce,
- Ravdangiin Dechinmaa waga do 52 kg - 20. miejsce,
- Lkhamaasürengiin Badamsüren waga do 61 kg - 20. miejsce,

Mężczyźni
- Dashgombyn Battulga waga do 60 kg - 7. miejsce,
- Dambiinyamyn Maralgerel waga do 65 kg - 20. miejsce,
- Khaliuny Boldbaatar waga do 71 kg - 7. miejsce,
- Davaasambuugiin Dorjbat waga do 78 kg - 9. miejsce,
- Jambalyn Ganbold waga do 86 kg - 21. miejsce,
- Odvogiin Baljinnyam waga do 95 kg - 9. miejsce,
- Badmaanyambuugiin Bat-Erdene waga powyżej 95 kg - 17. miejsce,

### Kolarstwo szosowe
Mężczyźni
- Jamsrangiin Ölzii-Orshikh - wyścig ze startu wspólnego - 79. miejsce,
- Dashjamtsyn Mönkhbat - wyścig ze startu wspólnego - 83. miejsce,
- Dashnyamyn Tömör-Ochir - wyścig ze startu wspólnego - nie ukończył wyścigu,
- Zundui Naran, Dashnyamyn Tömör-Ochir, Jamsrangiin Ölzii-Orshikh, Dashjamtsyn Mönkhbat - jazda drużynowa na 100 km na czas - 19. miejsce,

### Lekkoatletyka
Mężczyźni
- Pyambuugiin Tuul - maraton - 87. miejsce,

### Łucznictwo
Kobiety
- Jargalyn Otgon - indywidualnie - 17. miejsce,

### Podnoszenie ciężarów
Mężczyźni
- Naranjargalyn Batjargal - waga do 56 kg - 17. miejsce,
- Gombodorjiin Enebish - waga do 75 kg - nie sklasyfikowany (nie zaliczył żadnej udanej próby w rwaniu),

### Strzelectwo
Kobiety
- Munkhbayar Dorjsuren

pistolet pneumatyczny 10 m - 21. miejsce,
pistolet sportowy 25 m - 3. miejsce,
- Byambajavyn Altantsetseg

pistolet pneumatyczny 10 m - 24. miejsce,
pistolet sportowy 25 m - 33. miejsce,

### Zapasy
Mężczyźni
- Tserenbaataryn Khosbayar - styl wolny waga do 48 kg - 8. miejsce,
- Tserenbaataryn Enkhbayar - styl wolny waga do 52 kg - 10. miejsce,
- Tserenbaataryn Tsogtbayar - styl wolny waga do 57 kg - 10. miejsce,
- Lodoin Enkhbayar - styl wolny waga do 74 kg - 8. miejsce,
- Nergüin Tümennast - styl wolny waga do 82 kg - odpadł w eliminacjach,
- Puntsagiin Sükhbat - styl wolny waga do 90 kg - 4. miejsce,
- Boldyn Javkhlantögs - styl wolny waga do 100 kg - odpadł w eliminacjach,